# Baryconus rufidorsum
Baryconus rufidorsum är en stekelart som först beskrevs av Jean-Jacques Kieffer 1904.  Baryconus rufidorsum ingår i släktet Baryconus och familjen Scelionidae. Inga underarter finns listade.